# سالم صالح محمد
سالم صالح محمد سياسي يمني، من مواليد 2 مايو 1947 في «قرية ضيئان منطقة الحضارم» يافع - اليمن. تلقى تعليمه الابتدائي والإعدادي والثانوي في مدينة عدن وفي مدينة تعز (1964-1965). التحق بـحركة الجبهة القومية للتحرير في يفاعته، وكان أحد مؤسسي حركة جنوب اليمن الثورية في عام 1963 والتي تحول اسمها في العام التالي إلى «المنظمة الثورية لأحرار جنوب اليمن المحتل» وهيه إحدى المنظمات السبع المكونة لـ«الجبهة القومية لتحرير جنوب اليمن المحتل» (1963). شارك في النضال الوطني التحرري ضد الاستعمار البريطاني في عدن والمحميات اليمنية الجنوبية حيث تولى مسؤولية القطاع الطلابي في عدن عام (1965).
شارك في التحضير لسقوط المناطق بيد الجبهة القومية عام (1967) خاصة منطقة «خنفر» محافظة أبين.
بعد نيل الاستقلال الوطني في 30 نوفمبر 1967 عين مأمورا للمديرية الغربية (منطقة يافع ومحافظة أبين ومحافظة لحج) (1969 - 1970). شارك في جميع مؤتمرات التنظيم السياسي للجبهة القومية، وفي عام 1970 عين مدير عام للإدارة العامة للتعاون والإصلاح الزراعي. عام (1970-1975) عين سكرتير اللجنة السياسية للزراعة والإصلاح الزراعي التي كانت يرأسها رئيس الدولة وأنتخب في المؤتمر الخامس للجبهة القومية عام 1975 عضوا في اللجنة المركزية للتنظيم السياسي للجبهة القومية.
أنتخب بين عامي (1973-1975) سكرتيرا عاما للمجلس اليمني للسلم والتضامن والصداقة مع الشعوب.
أنتخب بين عامي (1975-1979) سكرتيرا للعلاقات الدولية (وزارة الخارجية) للتنظيم السياسي الموحد للجبهة القومية.
كان عضو اللجنة المركزية لـ«الحزب الاشتراكي اليمني» منذ تأسيسه عام (1975) وعضوا في مكتبه السياسي منذ عام (1979) وحصل على وسام الاستقلال من الدرجة الأولى عام 1981.
(1979-1983) وزيرا للخارجية في جمهورية اليمن الديمقراطية الشعبية (الشطر الجنوبي).
(1983-1986) سكرتيرا لدائرة «الثقافة والإعلام» باللجنة المركزية الحزب الاشتراكي اليمني وعضوا في مكتبه السياسي.
(1986]-1994) أمينا عاما مساعدا للحزب الاشتراكي اليمني.
رأس جانب (الشطر الجنوبي) في «لجنة التنظيم السياسي» الوحدوية اليمنية منذ عام (1989)، وحصل عام (1990م) على وسام الثورة «ثورة 14 أكتوبر» لإسهاماته في قيام الثورة اليمنية.
أنتخب في عام 1990م عضوا في أول مجلس رئاسة في اليمن الموحد الجمهورية اليمنية، وأعيد انتخابه كعضو في مجلس الرئاسة اليمني بعد الانتخابات النيابية العامة عام 1993.
كان خارج اليمن للعلاج عند اندلاع حرب صيف عام (1994)، وبذل مساعيه لوقفها ثم إضطر للبقاء خارج الوطن بعدها.
عاد إلى اليمن في يناير (2003).

## مناصبه
ويشغل حاليا 3 مناصب:
- مستشار لرئيس الجمهورية منذ مايو (2003).
- صدر قرار جمهوري عام (2007) قضى بتعينه رئيس لجنة متابعة وتقويم الظواهر الاجتماعية والسلبية.
- قرار جمهوري في نفس العام قضى بتعينه رئيس لجنة مناضلي وشهداء الثورة اليمنية بجانب منصبه كمستشار لرئيس الجمهورية.

له الكثير من الكتابات السياسية، وإسهامات ثقافية وأدبية وقد أصدر كتاب «حول بعض قضايا العمل الإيدلوجي» في عام (1983) وكتابان في عام (2004) وهما: «ذكريات وأحاديث عن النضال الوطني الوحدوي» و«متى يبدأ التعافي العربي؟» وكتاب «الغربة ليست وطناً» في عام (2007) وهناك كتاب تحت الطبع الآن.

## وصلات خارجية
- زيارة خاصة (قناة الجزيرة الفضائية)
- مقابة صحفية مع جريدة 26سبتمبر
- مقابلة صحفية مع صحيفة المصدر
- الأستاذ سالم صالح محمد في حوار لـ«الغد»
- موقع الأستاذ سالم صالح محمد